# Montiniaceae
Die Montiniaceae sind eine Pflanzenfamilie aus der Ordnung der Nachtschattenartigen (Solanales). Ihr gehören etwa fünf Arten in zwei oder drei Gattungen an. Sie kommen in Afrika und Madagaskar vor.

## Beschreibung

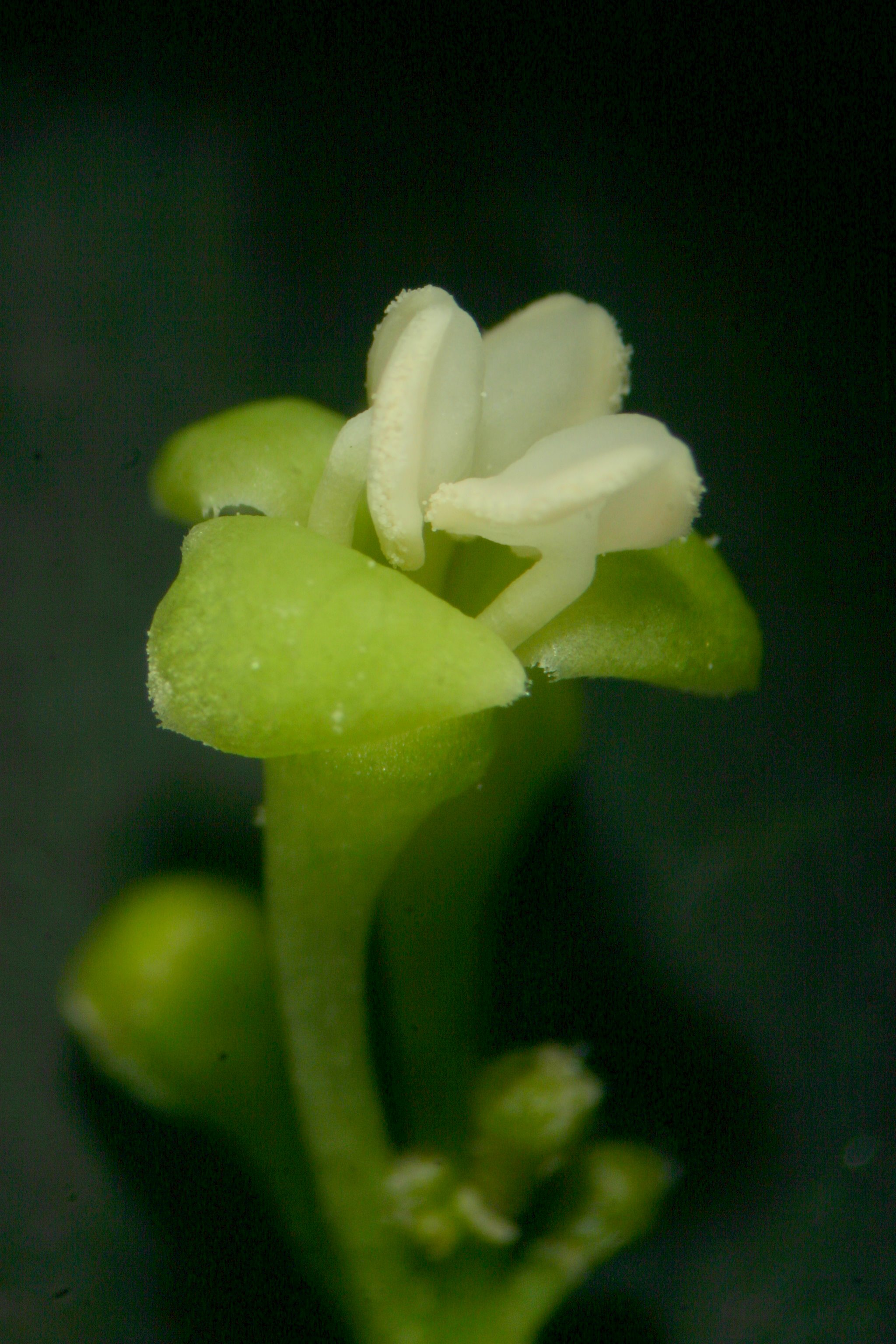
Männliche Blüte von Grevea madagascariensis

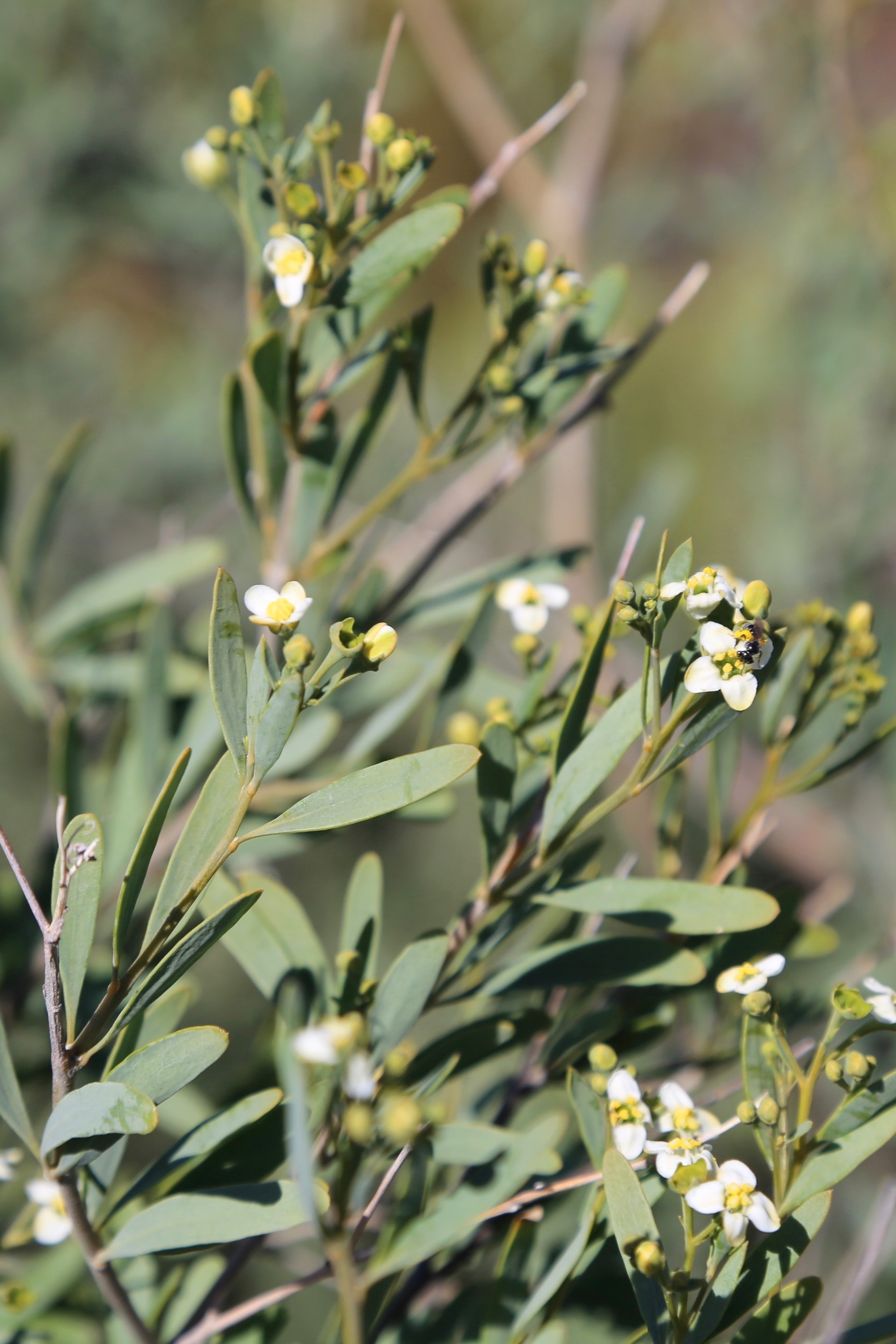
Montinia caryophyllacea

### Vegetative Merkmale
Alle Arten der Montiniaceae sind verholzend und wachsen als Sträucher, kleine Bäume und Lianen mit Wuchshöhen von bis zu 5 Metern. Zerreibt man Pflanzenteile zwischen den Fingern, ist oftmals ein pfeffriger Geruch wahrnehmbar. Die Pflanzen enthalten oftmals Kristallsand und nadelförmige Kristalle (Raphiden). An den Knoten stehen Haarbüschel.
Die wechselständig oder gelegentlich gegenständig stehenden Laubblätter sind einfach und ganzrandig. Nebenblätter fehlen.

### Generative Merkmale
Die Arten der Montiniaceae  sind zweihäusig getrenntgeschlechtig (diözisch). Die weiblichen Blüten stehen einzeln und endständig; die männlichen Blüten stehen in endständigen oder achselständigen Blütenständen.
Die kleinen, eingeschlechtlichen Blüten sind radiärsymmetrisch. Die Kronblätter stehen frei. Die männlichen Blüten sind drei- bis vier-, selten auch fünfzählig. Sie enthalten nur einen Kreis mit drei bis fünf freie, fertile Staubblätter mit an der Basis fixierten Staubbeuteln, die nach außen weisen. Die Pollenkörner sind verhältnismäßig groß. Der reduzierte Fruchtknoten in den männlichen Blüten ist winzig. Die weiblichen Blüten sind vier- bis fünfzählig. Zwei Fruchtblätter sind zu einem unterständigen Fruchtknoten verwachsen. Der Griffel ist kurz, kräftig und hohl, die Narben sind stark zweigelappt.
Die Kapselfrüchte öffnen sich nicht. Die Samen sind geflügelt.

### Chromosomensätze und Inhaltsstoffe
Bekannt sind die Chromosomenzahlen von Grevea eggelingii mit 2n = 24 und für die Gattung Montiana mit zirka 2n = 34.
In der Gattung Montiana wurden auch Iridoide als sekundäre Pflanzenstoffe nachgewiesen.

## Verbreitung
Vertreter der Familie Montiniaceae sind nur in Afrika und auf Madagaskar zu finden. Die Gattung Grevea hat dabei die größte flächenmäßige Verbreitung, Montinia kommt nur in Südafrika, Kaliphora nur auf Madagaskar vor.

## Systematik

### Taxonomie
Die Familie Montiniaceae wurde 1943 durch Takenoshin Nakai in Chosakuronbun Mokuroku, Seite 243 aufgestellt. Typusgattung ist Montinia Thunb. Ein Synonym für Montiniaceae Nakai ist Kaliphoraceae Takht.

### Externe Systematik
Die Familie Montiniaceae gehört zur Ordnung der Solanales.
|  | Solanaceae     |
|  |                |
|  | Convolvulaceae |
|  |                |

|  | Sphenocleaceae                 |
|  |                                |
|  | \| \| Hydroleaceae \| \| \| \| |
|  |                                |
|  | Hydroleaceae                   |
|  |                                |

|  | Hydroleaceae |
|  |              |

|  | Sphenocleaceae                 |
|  |                                |
|  | \| \| Hydroleaceae \| \| \| \| |
|  |                                |
|  | Hydroleaceae                   |
|  |                                |

|  | Hydroleaceae |
|  |              |

|  | Solanaceae     |
|  |                |
|  | Convolvulaceae |
|  |                |

|  | Sphenocleaceae                 |
|  |                                |
|  | \| \| Hydroleaceae \| \| \| \| |
|  |                                |
|  | Hydroleaceae                   |
|  |                                |

|  | Hydroleaceae |
|  |              |

|  | Sphenocleaceae                 |
|  |                                |
|  | \| \| Hydroleaceae \| \| \| \| |
|  |                                |
|  | Hydroleaceae                   |
|  |                                |

|  | Hydroleaceae |
|  |              |

Kladogramm nach Cosner et al. 1994.

### Interne Systematik
Zunächst wurden nur die Gattungen Grevea und Montinia zur Familie der Montiniaceae gezählt, molekularbiologische Untersuchungen zeigten jedoch, dass auch die Gattung Kaliphora, die zuvor die monotypische Familie Kaliphoraceae bildete, in die Montiniaceae eingeordnet werden kann. Zur Familie gehören zwei bis drei Gattungen mit etwa fünf Arten:
- Grevea Baill.: Es gibt etwa drei Arten:
  - Grevea bosseri Letouzey: Sie kommt in der Republik Kongo und in Liberia vor.
  - Grevea eggelingii Milne-Redh.: Die drei Varietäten kommen in Ostafrika vor.
  - Grevea madagascariensis Baill.: Die zwei Unterarten kommen vom nördlichen bis zum westlichen Madagaskar vor.[9]
- Kaliphora Hook. f.: Es gibt nur eine Art:
  - Kaliphora madagascariensis Hook. f.: Sie kommt in Madagaskar in den Provinzen Antananarivo, Antsiranana, Fianarantsoa sowie Mahajanga vor.[9]
- Montinia Thunb.: Es gibt nur eine Art:
  - Montinia caryophyllacea Thunb.: Sie kommt im südlichen Angola, in Namibia und in Südafrika vor.[10]